# Megaselia suis
Megaselia suis är en tvåvingeart som beskrevs av Richard Mitchell Bohart 1947. Megaselia suis ingår i släktet Megaselia och familjen puckelflugor. Inga underarter finns listade i Catalogue of Life.